# 腿龍科
腿龍科（Scelidosauridae）是鳥臀目裝甲亞目的一科，生存於侏儸紀早期的亞洲、歐洲、北美洲。
腿龍科是群原始鳥臀目恐龍，接近劍龍下目與甲龍下目的共同祖先。腿龍科演化支的概念是由愛德華·德林克·科普（Edward Drinker Cope）在1869年所提出，而腿龍科的名稱是在2001年由中國古生物學家董枝明發現卞氏龍與腿龍的相似處後提出。腿龍科的化石發現於早侏儸紀地層，並可能存活到晚侏儸紀。腿龍科化石已在中國、英格蘭、以及亞利桑那州等地發現。有些古生物學家認為腿龍科是並系群，但麥可·班頓（Michael J. Benton）在2004年將腿龍科列為單系群。

## 外部連結
- 腿龍科 - Paleos.com